# Universidade Aberta Capixaba
A Universidade Aberta Capixaba (UnAC) é uma universidade pública mantida pelo governo do estado brasileiro do Espírito Santo, vinculada a Secretaria da Ciência, Tecnologia, Inovação, Educação Profissional e Desenvolvimento Econômico (SECTIDES). Sua sede está localizada em Vitória.
A universidade está em fase de implantação, em regime de colaboração com o Instituto Federal do Espírito Santo (Ifes), a Universidade Federal do Espírito Santo (Ufes) e a Universidade Virtual do Estado de São Paulo (Univesp). Utilizará os polos da Universidade Aberta do Brasil (UAB) para sua expansão.

## História
O percurso de criação da Universidade Aberta Capixaba iniciou-se em 25 de setembro de 2001, quando o governador capixaba José Ignácio Ferreira assinou a lei estadual nº 6.770, que criava a Fundação Universidade Estadual do Espírito Santo; foi publicada no Diário Oficial do Espírito Santo no dia seguinte. A lei versava que a sede da universidade deveria ser na capital, Vitória, com campi em Colatina, Linhares e Cachoeiro de Itapemirim, além de um campi a ser definido na Grande Vitória e outro na micro-região do Caparaó. A lei ficou cadente de um decreto de implantação, por isso a Fundação Universidade Estadual do Espírito Santo não foi implantada.
Já em 11 de novembro de 2021, pelo decreto estadual nº 5009-R, assinado pelo governador Renato Casagrande, foi autorizado a instituição da "Universidade Aberta Capixaba" dentro do Sistema Universidade do Espírito Santo (UniversidadES). O decreto foi publicado no Diário Oficial do Espírito Santo no dia seguinte. O decreto congregou no sistema a Faculdade de Música do Espírito Santo — Maurício de Oliveira (FAMES), a Academia da Polícia Militar — Instituto Superior de Ciências Policiais e Segurança Pública (APM/ES), a Academia da Polícia Civil, o Centro de Ensino e Instrução de Bombeiros (CEIB), além dos programas Nossa Bolsa e Nossa Bolsa Mestrado, fazendo da Universidade Aberta Capixaba (UnAC), no seu eixo de atuação, seu principal componente.

## Sistema de ensino
O sistema de ensino da universidade será na modalidade educação à distância, com a previsão de implantação de polos em todo o estado capixaba.